# Gammarus oceanicus
Gammarus oceanicus is een vlokreeftensoort uit de familie van de Gammaridae. De wetenschappelijke naam van de soort is voor het eerst geldig gepubliceerd in 1947 door Segerstråle.
G. oceanicus wordt ongeveer 22 mm (vrouw) tot 27 mm (man) groot. De kleur is min of meer uniform grijs, geel of groenachtig bruin. De vrouwtjes zijn meestal wat donkerder. Er zijn geen kenmerkende kleurpatronen.
De soort wordt aangetroffen in kustzones van het medio littoraal tot het sublittoraal, soms zelfs tot dieptes van 25 m. Meestal is G. oceanicus te vinden in de buurt van algenvelden. De soort kan onder een brede range van zoutgehaltes en watertemperatuur voorkomen.
Geografisch komt de soort voor in de Noordelijke IJszee en het noordelijke deel van de Atlantische Oceaan op de kusten van Canada, Noorwegen, de Oostzee tot het zuidelijk deel van de Noordzee.